# スライマーン (イルハン朝)
スライマーン（ペルシア語: ﺳﻠﻴﻤاﻥ, ラテン文字転写: Sulaymān; 生没年不詳）は、イルハン朝の第13代君主（イル・ハン）。フレグの子イシムトの子サンガの子ムハンマドの子。

## 生涯
ムハンマドの子として生まれる。
1339年、チョバン派のシャイフ・ハサン（小ハサン）は女では国政を執ることができないと考え、サティ・ベク・ハンの子のソルカン・シラを殺害し、サティ・ベクを廃位してスライマーンを新たなハンに即位させるととに、サティ・ベクをスライマーンに娶らせた。スライマーン・ハンの所領はイラーク・アジャーミー、アゼルバイジャン、アッラーン、ムーガーン、グルジアからなっていた。
1340年、イールカーニー派のタージュ・ウッディーン・ハサン・ブズルグ（大ハサン）はバグダードからシャー・ジハーン・ティムール・ハンを奉じてジャガトゥ川まで進軍してスライマーン・ハンを攻撃した。この戦いでスライマーン・ハンが勝利し、大ハサンはバグダードに帰還するとシャー・ジハーン・ティムールを廃して自らハンとなり、ジャライル朝を創始した。
1341年、ホラーサーンのトガ・ティムール・ハンがイラーク・アジャーミーに侵攻し、その長官アミール・ソルカンを自軍に誘い込んだため、小ハサンは弟のアシュラフにトガ・ティムール軍の討伐を命じ、アブハル付近で敵軍を破り、ソルカンはダイラム地方に逃亡した。
1343年、小ハサンの妻イゼット・マリクがアミール・ハサン・ヤクーブ・シャーと私通したため、小ハサンはアミール・ハサン・ヤクーブ・シャーを投獄した。そのためイゼット・マリクは小ハサンが酔って寝ているときに彼を殺害した。スライマーン・ハンはイゼット・マリクを処刑し、小ハサンの莫大な財産を諸将に分配し、カラバグに帰還した。時に小ハサンによってルームのカラ・ヒサル城堡に投獄されていたソルカンはそこの守将を殺して脱獄し、小ハサンの2人の弟アシュラフとヤギ・バスティに合流してスライマーン・ハンを打倒した。スライマーン・ハンはディヤール・バクルに退却した。まもなく、ソルカンとヤギ・バスティはアシュラフと不和になり、マームーリーヤ付近で交戦したが敗れて逃走した。アシュラフはアヌシルワーンという王侯を即位させたが、ハンではなくアーディル（公正）という称号をとった。